# Poeciliinae
Poeciliinae – podrodzina ryb piękniczkowatych (Poeciliidae). Występują w obydwu Amerykach, od południowo-wschodniej Kanady po północno-wschodnią Argentynę i Urugwaj, nie wyłączając Karaibów. Występuje u nich zapłodnienie wewnętrzne. Poza rodzajem Tomeurus wszystkie Poeciliinae są żyworodne. Pierwsze promienie płetwy odbytowej samców są przekształcone w gonopodium. Wiele gatunków to ryby akwariowe.

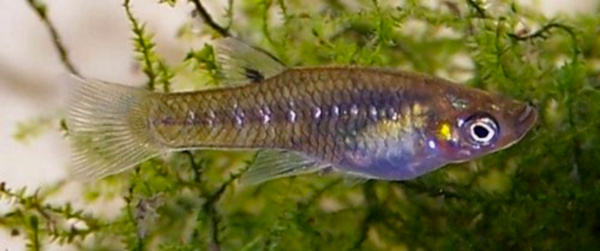
Girardinus microdactylus

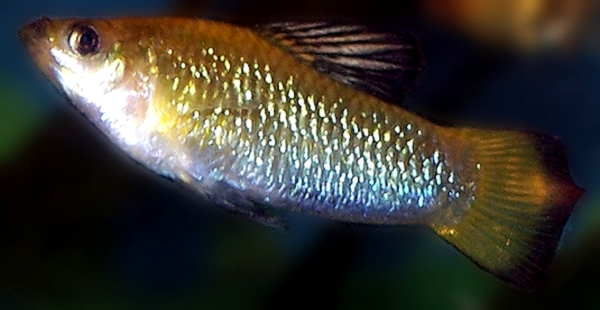
Limia perugiae

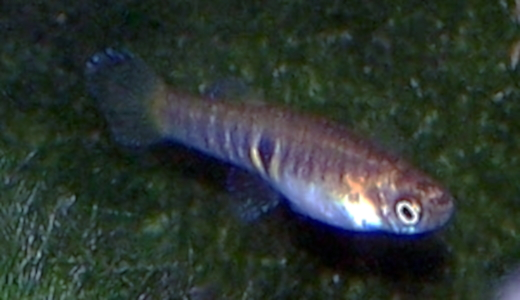
Neoheterandria elegans

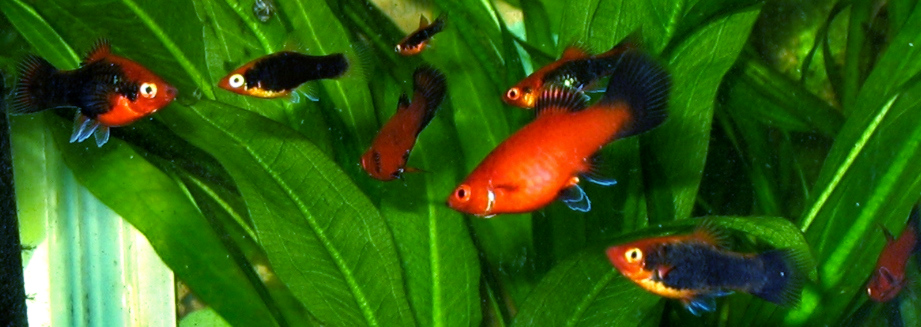
Zmienniak plamisty (Xiphophorus maculatus)

## Systematyka
Do Poeciliinae zaliczane są następujące rodzaje pogrupowane w plemiona:
Alfarini:
- Alfaro

Cnesterodontini:
- Cnesterodon
- Phalloceros
- Phalloptychus
- Phallotorynus

Gambusiini:
- Belonesox
- Brachyrhapis
- Gambusia

Girardini:
- Carlhubbsia
- Girardinus
- Quintana

Heterandriini:
- Heterandria
- Neoheterandria
- Poeciliopsis
- Priapichthys
- Pseudopoecilia
- Xenophallus

Poeciliini:
- Limia
- Pamphorichthys
- Phallichthys
- Poecilia
- Xiphophorus

Priapellini:
- Priapella

Scolichthyini:
- Scolichthys

Tomeurini:
- Tomeurus

Xenodexini:
- Xenodexia